# 山地飞蓬
山地飞蓬（学名：Erigeron oreades）是菊科飞蓬属的植物。分布在蒙古、俄罗斯以及中国大陆的新疆等地，生长于海拔2,500米的地区，常生长在山坡湿地，目前尚未由人工引种栽培。